# Riolama stellata
Riolama stellata — вид ящірок родини гімнофтальмових (Gymnophthalmidae). Описаний у 2020 році.

## Поширення
Ендемік Бразилії. Поширений в нагір'ї Пантепуї на півночі країни.

## Опис
Ящірка завдовжки 4,2 см. Верхня частина тіла червона з чорними цятками. Боки і нижня частина тіла чорні з численними білими цятками.